# Arne Skude
Johan Arne Carlsson Skude, född 8 februari 1909 i Sölvesborg, död 14 maj 1984 i Malmö S:t Johannes församling, var en svensk ingenjör. 
Efter studentexamen i Kristianstad 1927 utexaminerades Skude från Kungliga Tekniska högskolan (KTH) i Stockholm 1933 och bedrev därefter specialstudier vid KTH:s fackavdelning för arkitektur. Han blev stadsingenjör i Sölvesborgs stad 1934, stadsingenjör och stadsarkitekt i Falkenbergs stad 1939, förste byråingenjör vid Malmö stads fastighetskontor 1944 och var fastighetsdirektör i Malmö 1953–74 (efter Erik Ingemarson).